# La Herrería (Córdoba)
La Herrería es una localidad española del municipio de Fuente Palmera, perteneciente a la provincia de Córdoba, en la comunidad autónoma de Andalucía.

## Historia
Hacia mediados del siglo XIX, el lugar, ya por entonces perteneciente a Fuente Palmera, tenía contabilizadas 7 casas de teja y 11 de rama, con una población de 93 habitantes. La localidad aparece descrita en el noveno volumen del Diccionario geográfico-estadístico-histórico de España y sus posesiones de Ultramar de Pascual Madoz de la siguiente manera:

HERRERÍA: ald. en la prov. y dióc. de Córdoba (6 leg.), part. jud. de Posadas (1 t/2), aud. terr. y c. g. de Sevilla (18), ayunt. de Fuente-Palmera. sit. en llano, donde la combaten comunmente los vientos del SO. y NO: el clima es templado, y las enfermedades mas frecuentes, calenturas inflamatorias y afecciones pulmonales y abdominales. Tiene 7 casas de teja y 11 de rama: una capilla dedicada á Ntra. Sra. de la Concepcion, anejo de la parroquial de Fuente-Palmera y dos fuentes fuera de la pobl., de cuyas buenas aguas se surte el vecindario. Confina con las aldeas de Villalon y Peñalosa; su terreno es muy apropósito para el plantio de olivar; hay un camino que dirige de Posadas á Ecija, y la correspondencia se recibe en Fuente-Palmera, por los mismos interesados. prod.: pocos cereales y bellota; ganado vacuno, yeguar, asnal, cabrio y de cerda, y caza de conejos y perdices. ind.: la agrícola. pobl..: 22 vec., 93 alm. contr. (V. el art. de Fuente-Palmera.)
(Madoz, 1847, p. 189)

En 2022, la entidad singular de población tenía empadronados 148 habitantes y el núcleo de población 147 habitantes.